# Piea
Piea är en ort och kommun i provinsen Asti i regionen Piemonte i Italien. Kommunen hade 579 invånare (2018).